# Marussia
Marussia (rusky: Маруся [ma'rusja]) byl ruský výrobce sportovních vozů založený v roce 2007. Jeho vozy byly první supersportovní vozy vyrobené v Rusku. Marussia vznikla z moskevské firmy E.M.M. Jefima Ostrovského a bývalého ruského závodníka Nikolaje Fomenka. V dubnu 2014 společnost Marussia Motors ukončila činnost a zaměstnanci byli propuštěni. Za sedm let fungování firma prodala okolo 3500 vozů.
V roce 2010 firma získala významný podíl na Virgin Racing (tým Formule 1), který byl od roku 2012 přejmenován na Marussia F1. Tým Marussia F1 však v listopadu 2014 oznámil ukončení fungování. V sezóně 2015 s novým investorem začal tým znovu závodit pod jménem Manor Marussia. Kvůli nedostatku financí se ale nezúčastnil sezóny 2017.

## Model B1

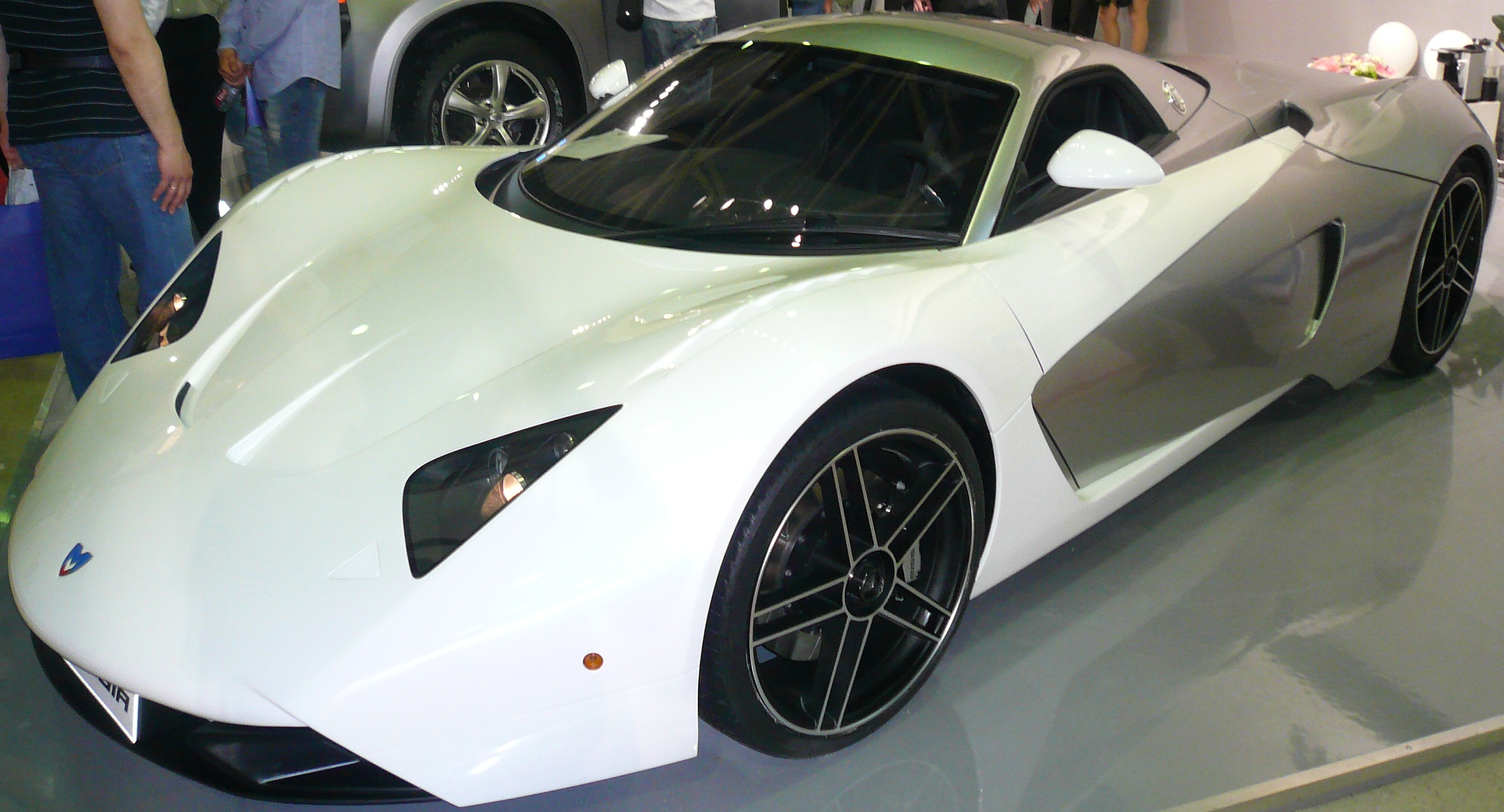
Marussia B1

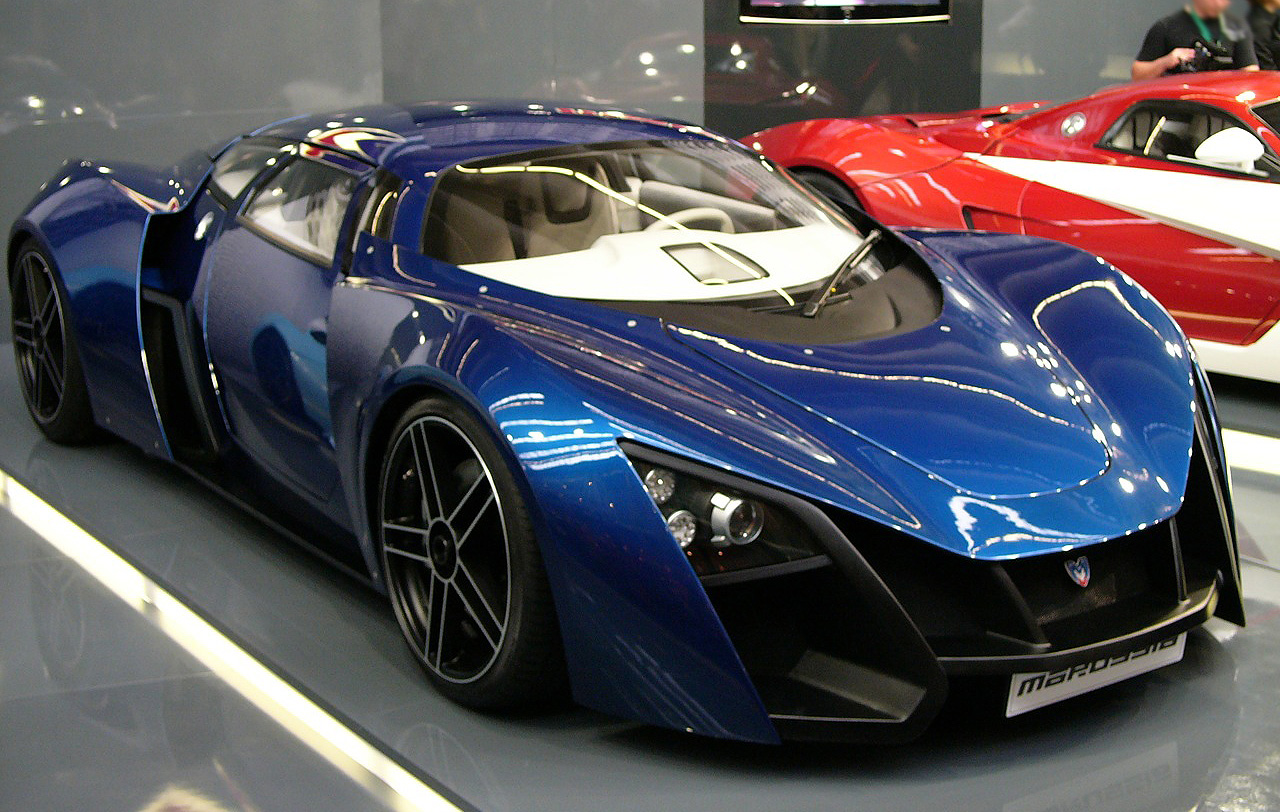
Marussia B2

Marussia B1 byl první ruský supersportovní automobil, jehož výroba probíhala v Moskvě a plánovalo se vyrobit 2999 kusů. Výroba Marussia B1 byla zahájena 16. prosince 2008 v nové hale v Moskvě, poprvé byla představena v Moskvě dne 10. září 2010.

### Technické údaje
- maximální rychlost: 305 km/h
- zrychlení z 0 na 100 km/h: 3,8 sekund (420 hp)
- rozměry: 4635 × 2680 × 1100 mm
- hmotnost: 1100 kg
- kola/pneumatiky: pneu Pirelli PZero Rosso 245/35/20 vpředu, 285/35/20 vzadu
- motor: Marussia-Cosworth 2,8 TURBO / Marussia 3,5. benzínový šestiválec ve tvaru V
- zdvihový objem: 2,8 l / 3,5 l
- výkon (hp): 420 (313 kW), 360 (268 kW)
- převodní ústrojí: 6stupňová automatická
- karoserie: hliníková-samonosná
- brzdy: 4 pístové brzdové třmeny

## Model B2
B2 byl vybaven agresivnějším designem, k dispozici je se stejnými motory jako B1 a má shodné technické parametry. Cena tohoto modelu začínala na 130,460 $. Vyrobeno bylo ve finské Valmet Automotive okolo 500 kusů a do roku 2012 byly všechny vyprodané.

## Model F2

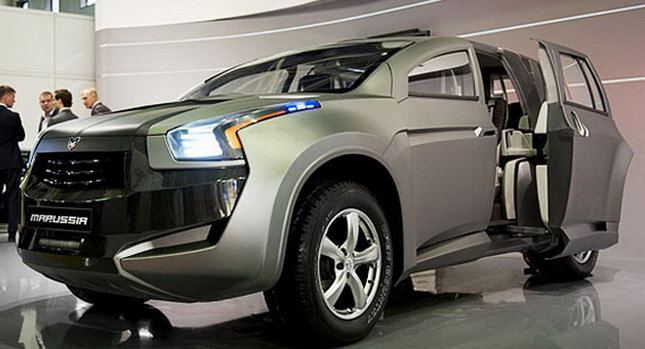
Koncept Marussia F2

V roce 2010 byl představen prototyp Marussia F2, je to SUV, které může být použito i jako mobilní řídící centrum, jako vojenské nebo záchranné vozidlo.